# Stefan Kasicki
Stefan Władysław Kasicki (ur. 2 sierpnia 1947 w Łodzi, zm. 28 maja 2024 w Warszawie) – polski biofizyk, neurofizjolog i elektrofizjolog; wykładowca; profesor zwyczajny nauk biologicznych; tłumacz.

## Życiorys

### Dzieciństwo i edukacja
Urodził się w Łodzi, jako najstarsze dziecko w rodzinie wojskowych, Władysława i Aleksandry. Po przeprowadzce do Rembertowa, związanej z przeniesieniem ojca, ukończył Liceum im. T. Kościuszki w Rembertowie. Następnie studiował fizykę na Wydziale Fizyki Uniwersytetu Warszawskiego. W trakcie pierwszego roku studiów stracił w wypadku komunikacyjnym obie nogi. W 1972 roku obronił w Katedrze Biofizyki pracę magisterską pt. „Elektrofizjologiczne właściwości jednostek ruchowych mięśnia płaszczkowego”, otrzymując tytuł magistra fizyki w specjalizacji biofizyka.

### Praca naukowa
Przez całe życie zawodowe związany z Instytutem Biologii Doświadczalnej im. Marcelego Nenckiego PAN w Warszawie. Był zatrudniony kolejno jako: stażysta (1973–1974), doktorant (1974–1976), starszy asystent (1976–1979), adiunkt (1979–1997), docent (1997–2010), profesor nadzwyczajny (2010–2011) i profesor zwyczajny (2011–2018). Kierownik Pracowni Układu Limbicznego (1994–2017); członek Rady Naukowej (1995-2018); członek Stałej Komisji Etyki Rady Naukowej (2003–2018); przewodniczący Komisji Etycznej ds. Doświadczeń na Zwierzętach (1995-2000). W 2018 roku przeszedł na emeryturę. 
W 1979 r. obronił pracę doktorską „Koordynacja ruchów kroczących kończyn kota w czasie symetrycznych rodzajów lokomocji” (promotor: Zofia Afelt). W 1997 r. habilitował się na podstawie pracy pt. „Generacja lokomocji u kota i minoga”, a w 2011 otrzymał tytuł profesora w dziedzinie nauk biologicznych.
Był zatrudniony w nieistniejącym już Zakładzie Neurofizjologii Instytutu Nenckiego, gdzie w różnym czasie współpracował z: doc. dr hab. Zofią Afelt (promotorką jego pracy magisterskiej i doktorskiej), prof. dr hab. Elżbietą Fonberg, dr. Renardem Korczyńskim i prof. Jolantą Zagrodzką. 
Jego specjalnością jako neurofizjologa i elektrofizjologa były badania układu limbicznego, a szczególnie badania nad mechanizmami ośrodkowej kontroli ruchu w mózgu i rdzeniu kręgowym w zależności od stanu emocjonalnego organizmu, w odpowiedzi na nowe bodźce środowiskowe a także w warunkach stresu urazowego.
Był promotorem 3 doktorów oraz magistrantów, głównie z Zakładu Fizyki Medycznej Wydziału Fizyki UW i SWPS. Opiekował się również studentami SGGW i Wydziału Biologii UW, odbywającymi w Instytucie praktyki studenckie.

### Współpraca międzynarodowa
W badaniach nad mechanizmami ośrodkowej kontroli ruchu współpracował ze znaczącymi na tym polu zagranicznymi ośrodkami. Odbył cztery długoterminowe staże badawcze: 
- 1978 (3 miesiące) w Czechosłowackiej Akademii Nauk w Pradze (prof. Pavel Hník),
- 1985-86 (12 miesięcy) w Karolinska Institutet w Sztokholmie (prof. Sten Grillner),
- 1992-93 (9 miesięcy) i 1997 (5 miesięcy) na Wydziale Biologii, Merquette University w Milwaukee (dr James T. Buchanan).

### Działalność wynalazcza
Współautor 3 patentów związanych z prowadzoną pracą naukową:
- Układ kodujący[8][9];
- Bramka liniowa sterowana elementami fotoelektrycznymi[10][11];
- Układ do badania lokomocji małych zwierząt[12][13].

### Działalność w organizacjach naukowych
- Międzynarodowa Rada Doradcza czasopisma Physiological Research - członek (1990-).

- Polskie Towarzystwo Badania Układu Nerwowego - członek (1991-), w tym członek zarządu (2001–2003)[14].

- Rada czasopisma Acta Neurobiologiae Experimentalis - członek (2002-).

- Fundacja Marcelego Nenckiego Wspierania Nauk Biologicznych - pierwszy prezes zarządu (2012–2017), członek Rady Fundacji (2017-)[15].

- Forum of European Neurosciences Society - członek.

- European Brain and Behaviour Society - członek.

### Działalność związkowa
Współorganizator niezależnych związków zawodowych w Instytucie Nenckiego. W październiku 1980 r. był delegatem na II Walne Zebranie Delegatów NSZZ Pracowników Nauki, Techniki i Oświaty.

## Dydaktyka
Prowadził wykłady monograficzne dla studentów Szkoły Wyższej Psychologii Społecznej oraz dla doktorantów Studium Doktorskiego przy Instytucie. 

## Dorobek naukowy
Autor lub współautor ponad 70 prac badawczych opublikowanych w czasopismach o światowej renomie, 1 książki i 3 rozdziałów. Jego prace w dziedzinie fizjologii ruchu i emocji są znaczące w czasopiśmiennictwie naukowym i dobrze cytowane (ponad 1800 razy, w tym ponad 200 razy w ostatniej dekadzie).

## Ochrona zwierząt i etyczne aspekty doświadczeń na zwierzętach
Członek Krajowej Komisji Etycznej ds. Doświadczeń na Zwierzętach (1999–2009 oraz 2019-2023).
Oddelegowany przez PAN do Sejmu i Senatu RP jako ekspert do prac nad Ustawą o ochronie zwierząt i Ustawą o doświadczeniach na zwierzętach.
Oddelegowany przez rząd do pracy przy Dyrektoriacie Generalnym ds. Środowiska w Komisji Europejskiej w Technicznej Grupie Roboczej Ekspertów przygotowującej nowelizację Dyrektywy w/s ochrony zwierząt używanych w doświadczeniach naukowych. 
Członek założyciel Polskiego Towarzystwa Nauk o Zwierzętach Laboratoryjnych PolLASA (2010-).
Członek zespołu doradczego do spraw doświadczeń na zwierzętach przy Ministrze Nauki i Szkolnictwa Wyższego (2011-).
Po wdrożeniu nowelizacji dyrektywy zajmował się podnoszeniem kwalifikacji środowiska naukowego w zakresie etycznego postępowania ze zwierzętami doświadczalnymi, m.in. prowadząc szkolenia w rozmaitych ośrodkach naukowych w Polsce 

i występując na konferencjach naukowych
.

## Tłumaczenia
Tłumacz (z angielskiego) komiksów, opowiadań i książek należących do literatury popularnej, fantastyczno-naukowej, okultystycznej i popularno-naukowej. 
Najważniejsze pozycje:
- Sherwood K., Czakroterapia: rozwój osobowości i zdrowie, Warszawa, "Interlibro", 1993, ISBN 978-83-85161-40-0;
- Encausse G., Tarot cyganów: klucz do nauk okultystycznych, Warszawa, "Alfa-Wero", 1994, ISBN 978-83-7001-778-1;
- Hopman E.E., Drzewa magiczne, drzewa lecznicze, Warszawa, "Alfa-Wero", 1995, ISBN 978-83-7001-906-8;
- Camp L.S.D., Szalony demon, Warszawa, "Alfa-Wero", 1996, ISBN 978-83-7001-922-8;
- Bear G., Ciężki bój, w: Fenix, 1996, nr 4, s. 83-121, Fenix, 1996, nr 5, s. 5-62;
- Paton W.D.M., Człowiek i mysz: badania medyczne na zwierzętach, Warszawa, Wydawnictwo Naukowe PWN, 1997, ISBN 978-83-01-12216-4;
- Tiptree J., jr., Houston, Houston, czy mnie słyszysz i inne opowiadania, Warszawa, Zysk i S-ka, 2000, ISBN 83-7150-638-4.

## Odznaczenia i wyróżnienia
- Nagroda Zespołowa Sekretarza Naukowego PAN (1980);
- Nagroda Polskiego Towarzystwa Fizjologicznego (1982);
- Stypendium CEESFN z NIH Fogarty International Center USA (1991);
- Srebrny Krzyż Zasługi (11 września 1998)[28];
- Złoty Krzyż Zasługi (31 października 2008)[29].